# Balduin von Ibelin (Bailli von Jerusalem)
Balduin von Ibelin (frz. Baudouin d’Ibelin; * um 1245; † nach August 1286) war ein führender Adliger des Königreichs Zypern aus dem Haus Ibelin.
Er war ein Sohn des Guido von Ibelin, Marschall und Connétable von Zypern, und der Philippa Barlais.
Balduin amtierte als Connétable von Zypern. 1277 wurde sein jüngerer Bruder, Johann, in Nikosia von Nicolas l’Aleman ermordet, als Vergeltung tötete Balduin darauf den Mörder. Die Hintergründe zu dieser blutigen Familienfehde, Aleman war mit einer Ibelin verheiratet, blieben in den Überlieferungen ungenannt.
Im August 1286 wurde Balduin von seinem Neffen, König Heinrich II. von Zypern-Jerusalem in Akkon als Bailli des Königreichs Jerusalem eingesetzt, nachdem dort die Herrschaft der Anjou beendet wurde. Danach wird nicht mehr über ihn berichtet, weshalb sein genaues Sterbedatum unbekannt bleibt. König Heinrich setzte erst 1289 seinen Bruder Amalrich als Stellvertreter in Akkon ein.